# Eugène van den Berghe de Limminghe
Eugène François-de-Paule Charles Philippe Maximilien Antoine Marie Lamoral Prosper van den Berghe de Limminghe (Brussel, 11 juli 1797 - 27 februari 1870) was een Nederlands officier en Belgisch edelman.

## Levensloop
Van den Berghe was een telg uit de Zuid-Nederlandse familie van den Berghe de Limminghe die al in 1599 adelbrieven ontving.
Hij was een zoon van Eugène van den Berghe van de graven van Limminghe en van Maximilienne-Antoinette van de graven van Alegambe.
In 1816 werd hij onder het Verenigd Koninkrijk der Nederlanden in de erfelijke adel erkend met de titel graaf, overdraagbaar bij eerstgeboorte. Hij kreeg tevens benoeming in de Ridderschap van de provincie Zuid-Brabant.
Beroepshalve was hij officier in dienst van het Verenigd Koninkrijk der Nederlanden. Het is niet duidelijk wat zijn activiteiten waren na 1830.
Hij trouwde in 1825 (een huwelijk dat op een echtscheiding uitdraaide in 1846) met barones Emilie d'Alegambe (1802-1868). Ze kregen twee zonen:
- graaf Leon van den Berghe (1826-1891), diplomaat
- jonkheer Alfred van den Berghe (1834-1861), botanicus.

Geen van beide had nazaten, zodat de familie bij de dood van Leon uitdoofde.